# Dendroides canadensis
Dendroides canadensis är en skalbaggsart som beskrevs av Leconte. Dendroides canadensis ingår i släktet Dendroides och familjen kardinalbaggar. Inga underarter finns listade i Catalogue of Life.